# Helene Kirkegaard
Helene Kirkegaard (* 5. Mai 1971 in Præstevang, Hillerød) ist eine ehemalige dänische Badmintonspielerin. 

## Karriere
Helene Kirkegaard gewann 1994 die US Open, die Canadian Open, die Irish Open und die Portugal International. Ein Jahr später holte sie Bronze bei der Weltmeisterschaft im Mixed mit Jens Eriksen und Bronze im Doppel mit Rikke Olsen. Bei Olympia 2000 wurden die beiden Damen Fünfte, nachdem 1996 schon Platz vier herausgesprungen war. Bei der Badminton-Seniorenweltmeisterschaft 2009 der Altersklasse O35 gewann sie Gold.

## Sportliche Erfolge
| Saison    | Veranstaltung                         | Disziplin   | Platz | Name |
| --------- | ------------------------------------- | ----------- | ----- | --- |
| 1989      | Junioren-Europameisterschaft          | Dameneinzel | 2     | Helene Kirkegaard |
| 1989      | Junioren-Europameisterschaft          | Damendoppel | 2     | Helene Kirkegaard / Camilla Martin |
| 1990      | Bulgarian International               | Damendoppel | 1     | Diana Koleva / Helene Kirkegaard |
| 1993      | Norwegian International               | Damendoppel | 1     | Lotte Olsen / Helene Kirkegaard |
| 1994      | Canadian Open                         | Damendoppel | 1     | Rikke Olsen / Helene Kirkegaard |
| 1994      | US Open                               | Damendoppel | 1     | Rikke Olsen / Helene Kirkegaard |
| 1994      | Portugal International                | Damendoppel | 1     | Rikke Olsen / Helene Kirkegaard |
| 1994      | French Open                           | Damendoppel | 1     | Rikke Olsen / Helene Kirkegaard |
| 1994      | Irish Open                            | Damendoppel | 1     | Rikki Olsen / Helene Kirkegaard |
| 1994/1995 | Dänemark: Einzelmeisterschaften       | Damendoppel | 1     | Helene Kirkegaard, Lillerød / Rikke Olsen, Kastrup-Magleby |
| 1995      | Weltmeisterschaft                     | Mixed       | 2     | Jens Eriksen / Helene Kirkegaard |
| 1995      | Chinese Taipei Open                   | Damendoppel | 1     | Rikke Olsen / Helene Kirkegaard |
| 1995      | Swiss Open                            | Damendoppel | 1     | Helene Kirkegaard / Rikke Olsen |
| 1995      | Nordische Meisterschaften             | Damendoppel | 1     | Rikke Olsen / Helene Kirkegaard |
| 1995      | Weltmeisterschaft                     | Damendoppel | 3     | Rikke Olsen / Helene Kirkegaard |
| 1996      | Swiss Open                            | Damendoppel | 2     | Helene Kirkegaard / Rikke Olsen |
| 1996      | Japan Open                            | Damendoppel | 3     | Rikke Olson / Helene Kirkegaard |
| 1996      | Swedish Open                          | Damendoppel | 1     | Helene Kirkegaard / Rikke Olsen |
| 1996      | Olympia                               | Damendoppel | 4     | Helene Kirkegaard / Rikke Olsen |
| 1996      | Europameisterschaft                   | Damendoppel | 2     | Rikke Olsen / Helene Kirkegaard |
| 1996      | All England                           | Damendoppel | 2     | Helene Kirkegaard / Rikke Olsen |
| 1996      | Russian Open                          | Damendoppel | 1     | Helene Kirkegaard / Rikke Olsen |
| 1996      | Denmark Open                          | Damendoppel | 1     | Rikke Olsen / Helene Kirkegaard |
| 1997      | Swiss Open                            | Damendoppel | 3     | Helene Kirkegaard / Rikke Olsen |
| 1997      | Russian Open                          | Damendoppel | 1     | Helene Kirkegaard / Rikke Olsen |
| 1997      | Thailand Open                         | Damendoppel | 3     | Helene Kirkegaard / Rikke Olsen |
| 1997      | All England                           | Damendoppel | 3     | Helene Kirkegaard / Rikke Olsen |
| 1997      | Nordische Meisterschaften             | Damendoppel | 1     | Rikke Olsen / Helene Kirkegaard |
| 1997      | German Open                           | Damendoppel | 1     | Rikke Olsen / Helene Kirkegaard |
| 1998      | Indonesian Open                       | Mixed       | 5     | Janek Roos / Helene Kirkegaard |
| 1998      | Swiss Open                            | Mixed       | 3     | Janek Roos / Helene Kirkegaard |
| 1998      | Indonesian Open                       | Damendoppel | 5     | Helene Kirkegaard / Pernille Harder |
| 1999      | Chinese Taipei Open                   | Damendoppel | 1     | Helene Kirkegaard / Rikke Olsen |
| 1999      | Swiss Open                            | Damendoppel | 3     | Helene Kirkegaard / Pernille Harder |
| 1999      | Taiwan Open                           | Mixed       | 5     | Janek Roos / Helene Kirkegaard |
| 1999      | Thailand Open                         | Mixed       | 5     | Janek Roos / Helene Kirkegaard |
| 1999      | Thailand Open                         | Damendoppel | 5     | Helene Kirkegaard / Rikke Olsen |
| 1999      | Indonesia Open                        | Damendoppel | 1     | Helene Kirkegaard / Rikke Olsen |
| 1999/2000 | Dänemark: Einzelmeisterschaften       | Damendoppel | 1     | Helene Kirkegaard, Lillerød / Rikke Olsen, Kastrup Magleby |
| 2000      | Taiwan Open                           | Damendoppel | 2     | Rikke Olsen / Helene Kirkegaard |
| 2000      | Europameisterschaft                   | Damendoppel | 2     | Rikke Olsen / Helene Kirkegaard |
| 2000      | All England                           | Damendoppel | 5     | Rikke Olsen / Helene Kirkegaard |
| 2000      | Olympia                               | Damendoppel | 5     | Helene Kirkegaard / Rikke Olsen |
| 2000      | Europameisterschaft                   | Mannschaft  | 1     | Dänemark (Peter Gade, Poul-Erik Høyer Larsen, Kenneth Jonassen, Jens Eriksen, Jesper Larsen, Camilla Martin, Mette Sørensen, Rikke Olsen, Helene Kirkegaard, Michael Søgaard) |
| 2000      | Dutch Open                            | Damendoppel | 1     | Helene Kirkegaard / Rikke Olsen |
| 2000/2001 | Dänemark: Einzelmeisterschaften       | Damendoppel | 1     | Helene Kirkegaard, Lillerød / Rikke Olsen, Kastrup Magleby |
| 2001      | Denmark Open                          | Damendoppel | 1     | Helene Kirkegaard / Rikke Olsen |
| 2001      | German Open                           | Damendoppel | 1     | Rikke Olsen / Helene Kirkegaard |
| 2001      | Swiss Open                            | Damendoppel | 2     | Helene Kirkegaard / Rikke Olsen |
| 2001      | Weltmeisterschaft                     | Damendoppel | 5     | Rikke Olsen / Helene Kirkegaard |
| 2007/2008 | Dänemark: Einzelmeisterschaften       | Damendoppel | 1     | Mette van Dalm, Frederikshavn / Helene Kirkegaard, Skælskør |
| 2007/2008 | Dänemark: Seniorenmeisterschaften 35+ | Damendoppel | 1     | Helle H. Andresen, Lillerød / Helene Kirkegaard, Skælskør |